# Fat Albert
El Gordo Alberto (Fat Albert, según su título original en inglés) es una película que combina rodaje en imagen real con secuencias animadas. Fue lanzada en 2004 y se basa en la serie de dibujos animados El gordo Alberto y la pandilla Cosby. La película fue producida por Davis Entertainment y distribuida por 20th Century Fox. El papel principal lo interpretó Kenan Thompson.

## Sinopsis
La historia sigue a Doris Robertson (interpretada por Kyla Pratt), una adolescente que, al llorar mientras ve su programa favorito, Fat Albert and the Cosby Kids, abre accidentalmente un portal que permite a Fat Albert (Kenan Thompson) y su pandilla salir del mundo animado y entrar en el mundo real. A medida que interactúan con Doris y su hermana adoptiva Lauri (Dania Ramirez), los personajes animados enfrentan los desafíos de adaptarse a la vida real mientras intentan ayudar a Doris con sus problemas personales.  

## Reparto
- Kenan Thompson como Fat Albert
- Kyla Pratt como Doris Robertson
- Dania Ramirez como Lauri Robertson
- Shedrack Anderson III como Rudolph "Rudy" Davis
- Jermaine Williams como James "Mushmouth" Mush
- Keith D. Robinson como William "Bill" Henry Cosby Jr.
- Marques Houston como "Dumb" Donald Parker
- Aaron Frazier como "Old Weird" Harold Simmons
- Alphonso McAuley como Bucky Miller
- Omarion como Reggie
- Bill Cosby como él mismo

## Producción
La película fue producida por Davis Entertainment y distribuida por 20th Century Fox. El guion fue coescrito por Bill Cosby y Charles Kipps. La música estuvo a cargo de Richard Gibbs, y la cinematografía fue realizada por Paul Elliott. El presupuesto de la película fue de aproximadamente 45 millones de dólares.  

## Recepción
El Gordo Alberto recibió críticas generalmente negativas. En Rotten Tomatoes, la película tiene una calificación del 24% basada en 89 reseñas, con un puntaje promedio de 4.4/10. Metacritic le otorgó una puntuación de 39 sobre 100, indicando "críticas generalmente desfavorables". Sin embargo, las audiencias encuestadas por CinemaScore le dieron una calificación promedio de "A−" en una escala de A+ a F.  
El crítico de cine Roger Ebert le otorgó dos de cuatro estrellas, comentando: "La película es dulce y gentil, pero no muy convincente".  

## Taquilla
La película recaudó aproximadamente 48.1 millones de dólares en Estados Unidos y un total de 48.6 millones a nivel mundial, apenas superando su presupuesto de producción.  

## Datos adicionales
- Duración: 93 minutos.
- Fecha de estreno: 25 de diciembre de 2004 en Estados Unidos.
- Clasificación: Apta para todo público.

El Gordo Alberto busca rendir homenaje a la serie original mientras introduce a los personajes clásicos a una nueva generación, explorando temas de amistad, autoaceptación y la importancia de ayudar a los demás.  
- Datos: Q2608391